# Joshua Burrow
Joshua Burrow – amerykański aktor, surfer, motocyklista i model. Wystąpił między innymi w serialach Szpital Miłosierdzia, Komisariat Drugi, Prawo i porządek, Zaprzysiężeni i Seks w wielkim mieście.
Urodził się w Chicago w Illinois jako jeden z czterech synów. Uczył się na Uniwersytecie Stanu Floryda w Tallahassee na Florydzie, zanim osiedlił się i podjął pracę w Nowym Jorku. Występował na scenie w spektaklu Davida Rabe’a Zamęt albo Hurlyburly i przedstawieniu Sama Sheparda Oszaleć z miłości (Fool for Love). Gra kapitana Henry’ego Morgana w globalnej kampanii medialnej w reżyserii Toma Hoopera i Todda Fielda. Użyczył głosu w grach Grand Theft Auto IV: The Lost and Damned i Grand Theft Auto V.